# Солт-Лейк (округ, Юта)
Шаблон:StateAbbr_ 40°40′ пн. ш. 111°56′ зх. д. / 40.67° пн. ш. 111.93° зх. д.
Округ Солт-Лейк (англ. Salt Lake County) — округ (графство) у штаті Юта, США. Ідентифікатор округу 49035.

## Історія
Округ утворений 1852 року.

## Демографія
За даними перепису 2000 року загальне населення округу становило 898387 осіб, зокрема міського населення було 887650, а сільського — 10737. Серед мешканців округу чоловіків було 452957, а жінок — 445430. В окрузі було 295141 домогосподарство, 214102 родин, які мешкали в 310988 будинках. Середній розмір родини становив 3,53.
Віковий розподіл населення поданий у таблиці:
| Стать    | До 15 років | 15-21 | 22-29 | 30-39 | 40-49 | 50-65 | 65-85 | Понад 85 |
| -------- | ----------- | ----- | ----- | ----- | ----- | ----- | ----- | -------- |
| Чоловіки | 116723      | 56427 | 67208 | 69124 | 61475 | 51323 | 27964 | 2713     |
| Жінки    | 110101      | 54557 | 61897 | 63656 | 60547 | 52669 | 36119 | 5884     |

## Суміжні округи
- Девіс — північ
- Морган — північний схід
- Самміт — схід
- Восач — південний схід
- Юта — південь
- Туела — захід

## Виноски
1. ↑  US Decennial Census. US Census Bureau. Архів оригіналу за 2 серпня 2018. Процитовано 25 червня 2015.
2. ↑  Historical Census Browser. University of Virginia Library. Архів оригіналу за 11 серпня 2012. Процитовано 25 червня 2015.
3. ↑  Forstall, Richard L., ред. (25 червня 1995). Population of Counties by Decennial Census: 1900 to 1990. US Census Bureau. Архів оригіналу за 3 квітня 2015. Процитовано 27 березня 2015.
4. ↑  Census 2000 PHC-T-4. Ranking Tables for Counties: 1990 and 2000 (PDF). US Census Bureau. 2 квітня 2001. Архів оригіналу (PDF) за 18 грудня 2014. Процитовано 25 червня 2015.
5. ↑  State & County QuickFacts. Бюро перепису населення США. Архів оригіналу за 18 липня 2011. Процитовано 29 грудня 2013. [Архівовано 2011-07-14 у Wayback Machine.](англ.) Наведено за англійською вікіпедією.
6. ↑  American FactFinder. Бюро перепису населення США. Архів оригіналу за 26 лютого 2012. Процитовано 31 січня 2008. [Архівовано 2008-05-21 у Wayback Machine.]

| США | Це незавершена стаття з географії США. Ви можете допомогти проєкту, виправивши або дописавши її. |